# アドバンス・アドベンチャー〜Advanced Adventure〜
「アドバンス・アドベンチャー 〜Advance Adventure〜」は、GARDEN／江崎とし子のシングル。2003年1月29日にピカチュウレコードから発売された。

## 概要
- 「アドバンス・アドベンチャー 〜Advance Adventure〜」はテレビ東京系『ポケットモンスター アドバンスジェネレーション』のオープニングテーマで、江崎とし子が歌った「そこに空があるから」は同アニメのエンディングテーマ。

## 収録曲
1. アドバンス・アドベンチャー 〜Advance Adventure〜 [4:11]
歌：GARDEN
作詞：GARDEN、作曲・編曲：たなかひろかず、ホーンアレンジ：佐野聡
2. そこに空があるから [4:12]
歌：江崎とし子
作詞：渡辺なつみ、作曲：三留一純、編曲：恩田直幸
  - 『ポケットモンスター サイドストーリー』第12話でも挿入歌として使用された。
3. アドバンス・アドベンチャー 〜Advance Adventure〜（オリジナルカラオケ） [4:11]
4. そこに空があるから（オリジナルカラオケ） [4:12]
5. ポケモンコンテスト [1:38]
作曲：一之瀬剛
6. マグマ団のテーマ [1:06]
作曲：一之瀬剛
7. アクア団のテーマ [1:08]
作曲：一之瀬剛
8. 闘い [1:50]
作曲：増田順一
9. 勝利 [1:41]
作曲：増田順一
10. トウカシティ [1:16]
作曲：青木森一

| テレビアニメ『ポケットモンスター アドバンスジェネレーション』オープニングテーマ 2002年11月21日 - 2004年3月25日 |                                                             |                                         |
| 前作: - | GARDEN 「アドバンス・アドベンチャー 〜Advance Adventure〜」 | 次作: 松本梨香 「チャレンジャー!!」     |
| テレビアニメ『ポケットモンスター アドバンスジェネレーション』エンディングテーマ 2002年11月21日 - 2003年3月27日 |                                                             |                                         |
| 前作: - | 江崎とし子 「そこに空があるから」                           | 次作: 犬山イヌコ 「ポルカ・オ・ドルカ」 |
| テレビアニメ『ポケットモンスター アドバンスジェネレーション』エンディングテーマ 2003年10月2日 - 2003年11月13日 |                                                             |                                         |
| 前作: 犬山イヌコ 「ポルカ・オ・ドルカ」                                                                        | 江崎とし子 「そこに空があるから」                           | 次作: 江崎とし子 「スマイル」           |